# B-67
B-67 – zwodowany 5 września 1955 roku radziecki eksperymentalny okręt podwodny projektu W611 (NATO: Zulu IV½) o napędzie diesel-elektrycznym, pierwszy na świecie okręt przenoszący pociski balistyczne SLBM. Zwodowany w Zakładzie Nr 402 w Siewierodwińsku okręt wszedł do służby w radzieckiej marynarce wojennej 30 czerwca 1956 roku.
Okręt o wyporności nawodnej 1890 ton i długości 90,5 metra wyposażony był w umieszczone w przedłużonym kiosku dwie wyrzutnie rakietowe systemu balistycznego D-1 z dwoma wystrzeliwanymi z powierzchni morza pociskami SLBM R-11FM, a także w 10 wyrzutni torpedowych kalibru 533 mm. W roku 1959 B-67 został zmodyfikowany do standardu projektu PW611 celem przeprowadzenia testów odpalania pocisków SLBM z zanurzenia.
16 września 1955 roku, podczas testów morskich na Morzu Białym, B-67 dokonał pierwszego na świecie odpalenia pocisku balistycznego z okrętu podwodnego.

## Konstrukcja
B-67 projektu W611 oparty był na konstrukcji jednostek projektu 611. Dwie wyrzutnie rakietowe systemu D-1 umieszczono w przedłużonym kiosku, zaś w celu zmieszczenia w kadłubie systemu kontroli strzelania rakietowego, z projektu usunięto jedną z czterech grup baterii elektrycznych oraz część przestrzeni załogi, którą przesunięto na miejsce przedziału torpedowego. W rezultacie okręt przenosił jedynie 10 torped w wyrzutniach torpedowych na dziobie i rufie, bez ich dodatkowego zapasu. Przeprowadzona przez biuro CKB-16 pod kierunkiem Nikołaja N. Isanina modyfikacja projektu 611 do projektu W611 spowodowała także usunięcie działa pokładowego oraz spadek prędkości jednostki do 16,5 węzłów w położeniu nawodnym oraz 12,5 węzła pod wodą.
Sekcje okrętu zostały wyprodukowane w Leningradzkim Zakładzie Mechanicznym, po czym zostały przetransportowane do Mołotowska (od 1957 roku Siewierodwińska), a następnie zostały zmontowane w Zakładzie nr 402, gdzie 5 września 1955 roku okręt został zwodowany z numerem taktycznym B-67.
B-67 zaprojektowany został do odpalenia z powierzchni morza dwóch pocisków SLBM typu R-11FM. Z uwagi na długi, dwugodzinny czas przeprowadzania procedur przedstartowych, procedury te przeprowadzane były w zanurzeniu, a po ich zakończeniu okręt musiał wynurzyć się w celu odpalenia rakiety. Bezpośrednie przygotowania do odpalenia pierwszego pocisku po wynurzeniu zajmowały około 5 minut, kolejnego zaś ponownie 5 minut. Pocisk mógł zostać odpalony przy stanie morza nieprzekraczającym 4 oraz przy prędkości okrętu nie większej niż 12 węzłów.

## Służba
Po ostatecznym wyposażeniu okrętu jednostka została przekazana marynarce, wkrótce też rozpoczęte zostały jej testy morskie. W ich ramach okręt przeprowadził pierwsze w historii odpalenie pocisku balistycznego z morza, co miało miejsce 16 września 1955 roku na Morzu Białym. Stanowiący odmianę rakiety Scud nieuzbrojony pocisk R-11FM trafił w cel na poligonie w Nowej Ziemi po przeleceniu dystansu około 250 kilometrów. Ostatecznie B-67 został oficjalnie przyjęty do służby w radzieckiej marynarce wojennej 30 czerwca 1956 roku.
Przez następne dwa lata okręt służył we Flocie Północnej jako platforma testowa systemu D-1 oraz doskonalenia taktyki użycia okrętów podwodnych w operacjach bojowych, a także metod operacyjnych załogi na patrolu bojowym. Jesienią 1957 roku na okręcie przeprowadzony został nietypowy test podwodny, którego celem było sprawdzenie odporności przenoszącego rakiety okrętu na pobliskie eksplozje podwodne. Po dokonaniu kontrolowanych eksplozji w pobliżu zanurzonego i pozbawionego załogi okrętu, nurkowie marynarki podłączyli do niego przewody powietrzne w celu wypchnięcia wody z zalanych zbiorników balastowych i wynurzenia jednostki.
Pociski R-11FM, które oficjalnie weszły do służby dopiero w 1959 roku, miały zostać wkrótce zastąpione przez nowe pociski umożliwiające odpalenie z pozycji w zanurzeniu. W międzyczasie biuro konstrukcyjne Makijewa oznaczone jako SKB-385 pracowało nad systemem rakietowym D-2 z pociskami R-13, sam zaś B-67 został w 1959 roku zmodyfikowany w Siewierodwińsku do służącego testom projektu PW611. Przeprowadzony w sierpniu 1959 roku kolejny test zakończył się niepowodzeniem, zaś we wrześniu 1960 roku okręt przeprowadził z sukcesem test zmodyfikowanego pocisku R-11FM oznaczonego jako S4-7. Pocisk został odpalony w ruchu w pozycji podwodnej – dwa miesiące po pierwszym amerykańskim podwodnym teście odpalenia pocisku systemu Polaris.